# 三本珈琲
三本珈琲株式会社（みつもとコーヒー）は、神奈川県横浜市西区に本社（登記上の本店は横浜市神奈川区山内町）を置く、コーヒーを中心とした飲料・食品メーカーである。ブランド名はM.M.C.三本コーヒー、M.M.C.コーヒー。

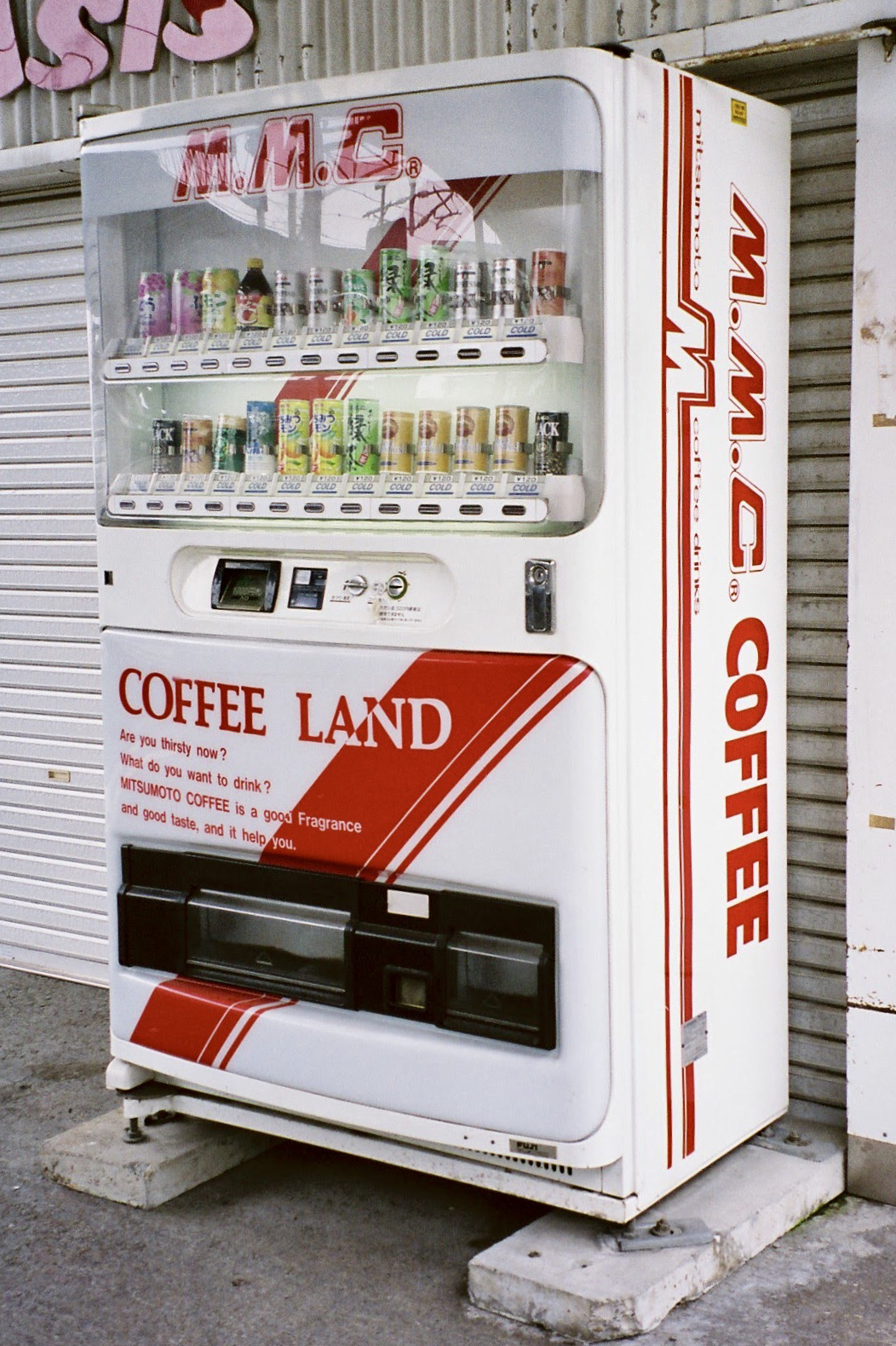
盛岡駅在来線ホームに設置されていた自動販売機（2003年8月2日）

## 概要
1957年（昭和32年）3月15日に有限会社三本コーヒー店を設立したことから始まった。名称の由来は、のちに社長になる山本登が「三は縁起の良い数字であるので、会社名につけたらいいのではないか」と助言を受け、それに山本の本を合わせて三本という名称になった。その後順調に会社は発展していき、1959年（昭和34年）、有限会社から株式会社になった。さらに1974年（昭和49年）、三本コーヒー株式会社へと称号変更し、「M.M.C.」のロゴマークに変更した。このロゴマークは40年以上使用されてきたが、2018年（平成30年）には地球に「コーヒーベルト」（北緯25度線〜南緯25度線）が描かれたものに変更し、称号についても翌2019年（平成31年）4月、三本珈琲株式会社に変更している。
本社については2019年（令和元年）9月に横浜市神奈川区金港町から同区山内町（コットンハーバー地区内）の「横浜支店」（本店所在地、商品配送の拠点）内に仮本社として一時的に移転しているが、将来的には横浜市西区のみなとみらい地区内（2017年に三菱地所から土地を購入）に新本社を建設し再移転する計画である。2025年（令和7年）8月には前述の購入した土地とは異なるが、同地区内のKタワー横浜に本社事務所を移転している（本店所在地は前述の「横浜支店」のまま変更なし）。
1989年（平成元年）には横浜博覧会でパビリオン「MMCコーヒー地球体験館」を出展した。出展にあたって山本登は、当時留学中であった現・社長の山本聡を責任者に就かせた。このパビリオンは東海大学情報技術センターの協力により様々な地球環境が再現され、体験することができた。開催中は多くの客で賑わい、そのため人件費が掛かってしまい当初の予定よりも運営費が膨らんでしまった。その後、1992年にはこの施設を移設して北海道むかわ町（旧穂別町）に「むかわ町穂別地球体験館」（2019年3月31日閉館）がオープンしている。

## 沿革
- 1957年（昭和32年）3月15日 - 有限会社三本コーヒー店を設立[15]。
- 1959年（昭和34年）3月 - 有限会社を解散、株式会社三本コーヒー店を設立[15]。
- 1961年（昭和36年）4月 - 横浜市中区長者町に社屋を移転[15]。
- 1963年（昭和38年）10月 - 中区長者町に本社ビルが完成[15]。
- 1974年（昭和49年）1月 - 三本コーヒー株式会社に商号を変更[15]。
- 1998年（平成10年）11月 - 本社を横浜市神奈川区金港町に移転[15]。
- 2004年（平成16年）4月 - MMC中央研究所設立[15]。
- 2019年（平成31年/令和元年）
  - 4月1日 - 三本珈琲株式会社に商号を変更[7][15]。本店所在地を神奈川区山内町（コットンハーバー地区内）の「横浜支店」に移転[16]。
  - 9月9日 - 本社の事務所機能を本店所在地と同じ「横浜支店」内に移転[6][16]。
- 2025年（令和7年）8月6日 - 本社事務所および食品安全・開発研究本部を横浜市西区みなとみらいのKタワー横浜内に移転[4]（本店所在地は変更なし[3]）。

## パチンコ景品事業
コーヒー販売事業のほかに、パチンコの特殊景品およびパチンコ店でのコーヒーのワゴンサービスの事業を行っている。
- パチンコチェーンストア協会 賛助会員